# Palais Abramavičiai
 (septembre 2024).
Le Palais Abramavičiai (en polonais : pałac Abramowiczów) est un bâtiment de la vieille ville de Vilnius, sur la place de l'Hôtel de ville. Il appartient au conservatoire Vilnius Juozas Tallat-Kelpša.

## Histoire
En 1697, il y avait un bâtiment propriété du marchand Kristapas Staškevičius. Après l'incendie de 1748, la maison fut reconstruite par le châtelain de Brest-Litovsk Andrzej Abramowicz.
Une reconstruction a été réalisée dans les années 1780 avec le projet d'Augustyn Kossakowski. La construction du palais a été lancée par la veuve de Jerzy Abramowicz, le frère d'Andrzej, Marcjanna. En 1844, le palais devient la propriété du clergé consistorial orthodoxe. En 1853-1860, elle fut reconstruite sous la direction de Tomasz Tyszecki et reliée à l'église Saint-Casimir, alors église orthodoxe. Dans l'entre-deux-guerres, le bâtiment appartenait aux Jésuites. Après la Seconde Guerre mondiale, c'était l'école supérieure de musique Juozas Tallat-Kelpša, qui fut plus tard transformée en conservatoire.